# 広州黄埔有軌電車1号線
広州黄埔有軌電車1号線（こうしゅうこうほゆうきでんしゃ1ごうせん、中文表記: 广州黄埔有轨电车1号线）は中華人民共和国広東省広州市黄埔区にある広州有軌電車の路線。黄埔区初の路面電車路線である。2025年7月現在第一期区間が開通しており、そのうち地鉄長平駅〜新豊路駅は2020年7月1日に、地鉄香雪駅〜地鉄長平駅は2020年12月28日に開通した。

## 概要
地鉄香雪駅と新豊路駅を東西にC字型に結んでいる。永和街道、長嶺居、長平、水西村と黄埔中心部を連絡している。開羅大道、香雪大道、水西路、計画外環路、北師大二縦路西側、長嶺路と永順大道に沿って敷設された。路線の全長は約14.3km、平均駅間隔は0.79km。

## 歴史
2014年、黄埔区政府は115.2億元を投資して76.8キロメートルの路面電車を建設し、黄埔西区、東区と広州科学城、蘿崗中心区などを連絡する計画を発表した。
2015年1月27日、黄埔区党委員会書記の陳志英が海珠区を訪問し、開通したばかりの広州海珠有軌電車1号線に乗って広州地下鉄本部に到着した際、黄埔区に3つの路面電車路線を開通する計画を提示した。初期計画では、1号線は黄埔バスターミナルから蘿崗市民広場までの約16.8キロメートルとされた。
2016年7月20日、蘿崗と長嶺居、永和街道を結ぶ最初の路面電車が正式に発表された。広州地下鉄6号線、7号線、21号線と乗り換えることができる。路線の実現可能性と資料調査の公開入札を開始した。
2017年10月31日、着工式が行われた。
2018年4月17日、1号線の正式な環境評価の公示を行われた。環境評価報告書によると、路線の全長は約14.4kmで、水西村から北師大までの区間は高架線（約1.31km）で、残りはすべて地上線が採用される。
2018年5月20日、永順大道区間で先行して着工された。
2019年9月20日、初めての電車が到着し試運転を開始した。
2020年7月1日、先行開通区間（地鉄長平駅～新豊路駅）が開業した。
2020年12月28日、地鉄香雪駅〜地鉄長平駅が開業。

## 車両
中車株洲電力機車が製造した4両編成（将来的に6両編成）の列車を使用している。編成の全長は37メートル、幅2.65メートル、高さ3.68メートル、最高運行速度は70km/h、平均速度は30km/hで、乗員280人、最大乗員360人、座席50人である。列車は「スーパーキャパシタ+チタン酸リチウム電池」でエネルギーを貯蔵して電力を供給し、車両がブレーキをかける時、80%以上のエネルギーをスーパーキャパシタで回収し、エネルギーを再利用している。

### 車両基地
嶺頭東駅付近に嶺福車両基地が設置されている。

## 駅一覧
| 駅番号 | 駅名             | 駅名             | 駅名                                            | 駅間 キロ | 営業 キロ | 接続路線・備考                              | 所在地       | 所在地 |
| 駅番号 | 日本語           | 簡体字中国語     | 英語                                            | 駅間 キロ | 営業 キロ | 接続路線・備考                              | 所在地       | 所在地 |
| ------ | ---------------- | ---------------- | ----------------------------------------------- | --------- | --------- | ------------------------------------------- | ------------ | ------ |
| THP119 | 新豊路駅         | 新丰路站         | Xinfeng Lu                                      |           |           |                                             | 広東省広州市 | 黄埔区 |
| THP118 | 賢江駅           | 贤江站           | Xianjiang                                       |           |           |                                             | 広東省広州市 | 黄埔区 |
| THP117 | 賢江公園駅       | 贤江公园站       | Xianjiang Park                                  |           |           |                                             | 広東省広州市 | 黄埔区 |
| THP116 | 賢江西駅         | 贤江西站         | Xianjiang West                                  |           |           |                                             | 広東省広州市 | 黄埔区 |
| THP115 | 嶺頭東駅         | 岭头东站         | Lingtou East                                    |           |           |                                             | 広東省広州市 | 黄埔区 |
| THP114 | 干部健康中心駅   | 干部健康中心站   | Guangzhou Cadre Health Management Center        |           |           |                                             | 広東省広州市 | 黄埔区 |
| THP113 | 嶺頭駅           | 岭头站           | Lingtou                                         |           |           |                                             | 広東省広州市 | 黄埔区 |
| THP112 | 長嶺居小学駅     | 长岭居小学站     | Changlingju Primary School                      |           |           |                                             | 広東省広州市 | 黄埔区 |
| THP111 | 羌洞駅           | 羌洞站           | Qiangdong                                       |           |           |                                             | 広東省広州市 | 黄埔区 |
| THP110 | 地鉄長平駅       | 地铁长平站       | Changping Subway Station                        |           |           | 長平駅 : ■ 21号線 2111                      | 広東省広州市 | 黄埔区 |
| THP109 | 北師大実験学校駅 | 北师大实验学校站 | Guangzhou Experimental School Affiliated to BNU |           |           |                                             | 広東省広州市 | 黄埔区 |
| THP108 | 水西駅           | 水西站           | Shuixi                                          |           |           |                                             | 広東省広州市 | 黄埔区 |
| THP107 | 峻泰路駅         | 峻泰路站         | Juntai Lu                                       |           |           |                                             | 広東省広州市 | 黄埔区 |
| THP106 | 地下鉄水西駅     | 地铁水西站       | Shuixi Subway Station                           |           |           | 水西駅 : ■ 21号線 2110 ■ 7号線 719          | 広東省広州市 | 黄埔区 |
| THP105 | 会議中心駅       | 会议中心站       | Convention Center                               |           |           |                                             | 広東省広州市 | 黄埔区 |
| THP104 | 市民広場駅       | 市民广场站       | Civic Square                                    |           |           | 蘿崗駅 : ■ 6号線 631 ■ 7号線 718            | 広東省広州市 | 黄埔区 |
| THP103 | 線坑駅           | 线坑站           | Xiankeng                                        |           |           |                                             | 広東省広州市 | 黄埔区 |
| THP102 | 区少年宮(蘿崗)駅 | 区少年宫(萝岗)站 | Luogang District Children’s Palace              |           |           |                                             | 広東省広州市 | 黄埔区 |
|        | 開蘿大道         | 开萝大道         | Kailuo Dadao                                    |           |           |                                             | 広東省広州市 | 黄埔区 |
| THP101 | 地鉄香雪駅       | 地铁香雪站       | Xiangxue Subway Station                         |           |           | ■ 黄埔有軌2号線 THP201 香雪駅 : ■ 6号線 632 | 広東省広州市 | 黄埔区 |

## 運賃
距離に関係なく一律2人民元で、紙のチケット、交通カード、広州公共交通乗車コードで料金を支払う。

## 延伸計画

### 東側延伸
計画中の広州地下鉄23号線との重複を避けるために当路線は新豊路駅で途切れたことで、付近の住民にとっては不便であった。新豊路駅から永順大道に沿って桑田三路交差点まで東に2.86km延長して、永和大道・新庄三路・新業路・桑田三路の計4つの駅を増設する予定。2025年現在、計画は中断している。